# Бейкер, Ричард Томас
Ри́чард То́мас Бе́йкер (англ. Richard Thomas Baker, 1854—1941) — австралийский ботаник-ресурсовед и фитохимик.

## Биография
Родился 1 декабря 1854 года в Вулидже в семье кузнеца Ричарда Томаса Бейкера и его супруги Сары, в девичестве — Колкетт. По окончании школы работал в лондонской службе школ, однако в 1879 году ушёл, решив отправиться в Австралию. Прибыв в Австралию, с 1880 года Бейкер работал в Ньюингтонском колледже под Сиднеем.
В 1888 году оставил работу в колледже, после чего посетил Европу и Северную Америку. Вернувшись из поездки, Бейкер получил назначение на должность ассистента куратора в Технологическом музее Джозефа Мэйдена. С 1896 года он руководил музеем, в 1898 году стал куратором, с 1901 года работал в должности ботаника-ресурсоведа.
3 декабря 1890 года Ричард Томас Бейкер женился на овдовевшей Энн Хебблуайт, в девичестве — Доусон.
Под влиянием химика Генри Джорджа Смита Бейкер решил изучать химический состав растений, в Австралии к тому времени абсолютно не исследованный. Бейкер был ярым сторонником хемотаксономии, считавшим, что каждый вид эвкалипта характеризуется собственным составом эфирных масел. Такой подход Бейкера к систематике растений вызывал множество критики со стороны в том числе и Мэйдена.
Бейкер впоследствии выпустил монографии родов Ангофора, Лептоспермум, Мелалеука, Простантера. Ричард Томас был талантливым художником, его работы всегда сопровождались красочными иллюстрациями.
С 1913 по 1924 Бейкер преподавал в Сиднейском университете. С 1888 года он был членом Линнеевского общества Нового Южного Уэльса, а также членом-корреспондентом Лондонского Линнеевского общества, с 1894 года был членом Королевского общества Нового Южного Уэльса.
В 1921 году он был удостоен медали Мюллера Австралазийской ассоциации по продвижению науки, в 1922 году стал обладателем медали Кларка Королевского общества.
Скончался Ричард Томас Бейкер в Челтнеме, пригороде Сиднея, 14 июля 1941 года.

## Некоторые научные публикации
- Baker, R.T.; Smith, H.G. A Research on the Eucalypts, especially in regard to their essential oils. — Sydney, 1902. — 291 p.
- Baker, R.T.; Smith, H.G. A Research on the Pines of Australia. — Sydney, 1910. — 458 p.
- Baker, R.T. Cabinet Timbers of Australia. — Sydney, 1913. — 189 p.
- Baker, R.T. Hardwoods of Australia and their Economics. — Sydney, 1919. — 522 p.
- Baker, R.T.; Smith, H.G. Woodfibres of Some Australian Timbers. — Sydney, 1924. — 159 p.

## Некоторые виды, названные в честь Р. Т. Бейкера
- Acacia bakeri Maiden, 1896
- Angophora bakeri E.C.Hall, 1913
- Ardisia bakeri C.T.White, 1942
- Eucalyptus bakeri Maiden, 1913